# Motu One (îles Marquises)
Pour les articles homonymes, voir Motu One.
Le motu One [mɔtu ɔne] est un motu du nord de l'archipel des îles Marquises, en Polynésie française. Un motu est un îlot ou un banc de sable corallien situé sur la couronne récifale d'un atoll ou à l'arrière d'un récif barrière d'île volcanique. Ce nom signifie « île de sable » en marquisien.

## Géographie
Cet îlot se trouve dans le prolongement des îles d’Eiao et d’Hatutu, à 30 km au nord-est de la première et à 20 km de la deuxième. C'est l'île la plus septentrionale de Polynésie française.
L’atoll a la forme d'un ovale orienté dans un axe sud-ouest nord-est, et mesure approximativement treize kilomètres de long sur huit de large. C’est un des atolls coralliens des îles Marquises, et le seul émergé, dépassant le niveau de la mer de quelques mètres au maximum. Il s’est formé sur un neck. La superficie totale de la partie émergée n’excède pas un hectare, et sa forme change régulièrement sous l’action des courants marins. Sur le pourtour du banc de sable se trouvent des grès de plage.

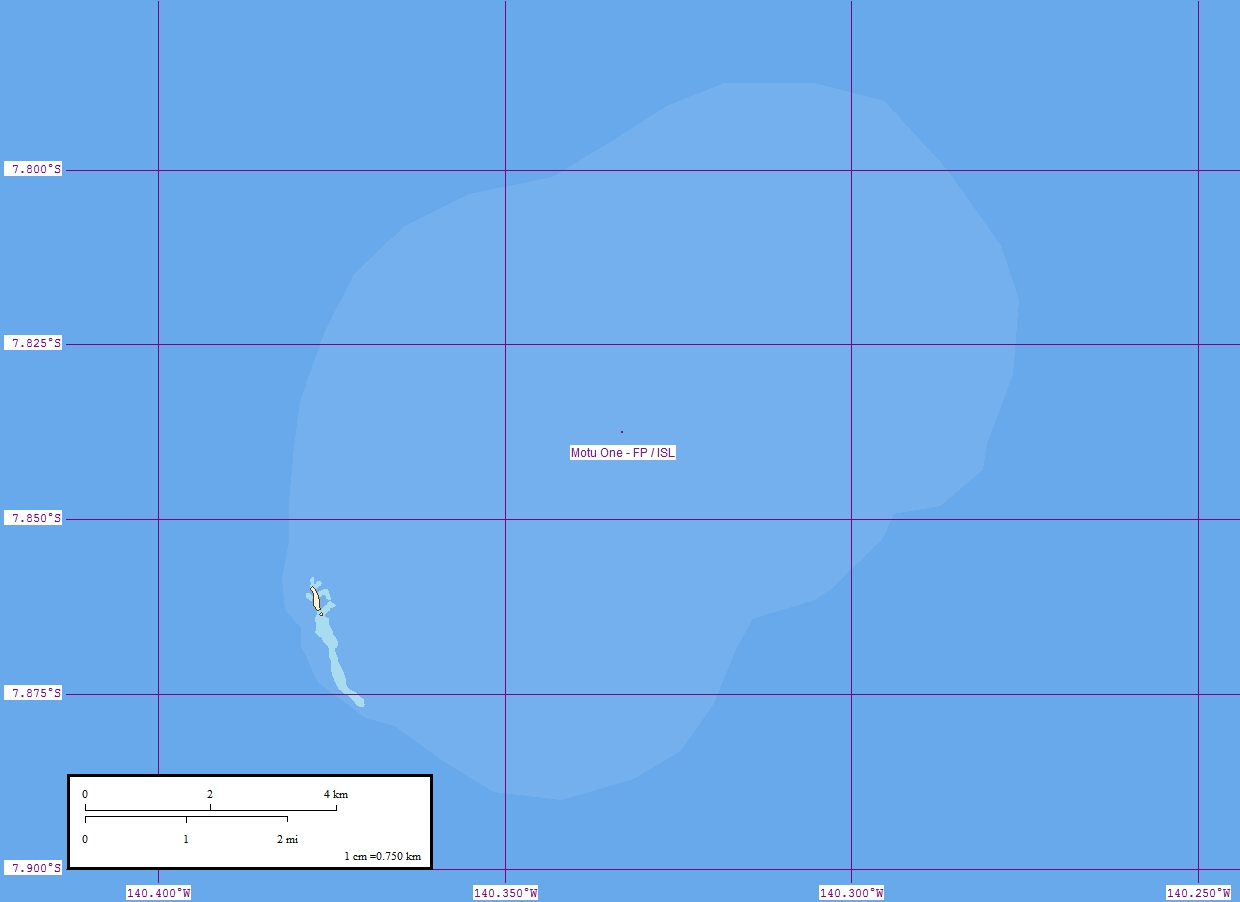
Carte du motu One.

## Faune et flore
La seule végétation est constituée d’herbes. C’est un lieu de ponte pour les tortues vertes. Des oiseaux de mer nichent sur l’île.
Une large bande d’algues rouges du genre Porolithon et d’autres Corallinaceae, unique en Polynésie française, se trouve à l’est de l'îlot.

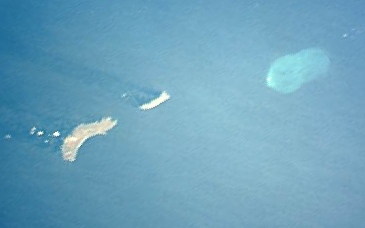
Photo satellite des îles Eiao et Hatutu et du motu One (à droite).

## Histoire
Bien qu’il semble que le motu One  fut visité par les Marquisiens, essentiellement dans le but d’aller dénicher des œufs, il n’y a aucune trace archéologique d’une éventuelle colonisation pérenne.
Le premier Occidental à découvrir l'île fut le commodore David Porter, lors d’une mission américaine en 1813-1814, et elle fut alors dénommée Lincoln Island. Les explorateurs suivants la nommèrent également Sand Island ou îlot de sable.
Depuis 1971, une réserve naturelle protège l’écosystème de l’ensemble du récif et des îlots. Elle a été reclassée en aire de gestion des habitats ou des espèces en 2000.

## Administration
Le motu One fait partie de la commune de Nuku Hiva.